# Chalcolemia nakanai
Chalcolemia nakanai – gatunek pająka z rodziny skakunowatych i podrodziny Salticinae, jedyny z monotypowego rodzaju Chalcolemia. Występuje endemicznie na Nowej Brytanii.

## Taksonomia
Rodzaj i gatunek opisane zostały po raz pierwszy w 2012 roku przez Zhang Junxia i Wayne’a Maddisona. Opisu dokonano na podstawie pojedynczej samicy odłowionej w 2009 roku. Jako lokalizację typową wskazano góry Nakanai na Nowej Brytanii w Papui-Nowej Gwinei. Nazwa rodzajowa nawiązywać ma do podobnego wyglądem rodzaju Chalcolecta, natomiast epitet gatunkowy pochodzi od lokalizacji typowej.
Rodzaj ten początkowo umieszczono w podrodzinie Euophoryinae. Po rewizji systematyki skakunowatych z 2015 roku takson ten ma status plemienia w kladzie Simonida w obrębie podrodziny Salticinae. W obrębie plemienia Euophoryini Chalcolemia tworzy klad z rodzajami Chalcolecta, Diolenius, Efate, Furculattus, Ohilimia, Paraharmochirus, Sobasina, Tarodes i Udvardya, na co wskazują wyniki morfologiczno-molekularnej analizy filogenetycznej, którą przeprowadzili w 2015 roku Zhang Junxia i Wayne Maddison.

## Morfologia
Jedyny znany okaz ma karapaks długości 1,7 mm oraz opistosomę (odwłok) długości 2,9 mm. Ciało jest delikatnie zbudowane, długie i wąskie ze smukłymi odnóżami. Ubarwienie po przechowywaniu w alkoholu jest jasno piaskowobrązowe z szarobrązowymi znakami na żółtobrązowym karapaksie oraz nieregularnymi, brązowymi do ciemnobrązowych znakami na wierzchu opistosomy. Kształtem karapaks przypomina ten u Chalcolecta, różniąc się jednak słabiej wypukłymi, niemal równoległymi brzegami bocznymi. Oczy pary przednio-bocznej leżą bliżej bocznych brzegów karapaksu niż u podobnej Gambaquezonia. Szczękoczułki na przedniej krawędzi mają dwa zęby, na tylnej zaś jeden ząb z bruzdami dzielącymi go na cztery wierzchołki. Odnóża przedniej pary różnią wyraźnie od tych u rodzaju Chalcolecta – mają udo, rzepkę i goleń cienkie, nie grubsze znacząco niż nadstopie i stopa, a ponadto na spodzie nadstopia znajdują się cztery, a nie trzy pary szczecinek makroskopowych. Wulwa cechuje się brakiem gruczołów dodatkowych oraz podziałem spermateki na dwa zbiorniki (komory), z których wtórny jest większy i owalny. Epigynum cechuje się okienkiem z szeroką, wyraźną przegrodą środkową oraz położonym blisko środka otworem przewodu kopulacyjnego.

## Ekologia i występowanie
Gatunek endemiczny dla Nowej Brytanii, wchodzącej w skład Papui-Nowej Gwinei wyspy na północy krainy orientalnej. Znany tylko z lokalizacji typowej. Znaleziony na wysokości 200 m n.p.m. Zasiedla lasy, gdzie bytuje wśród liści.